# Джон Брейтвейт

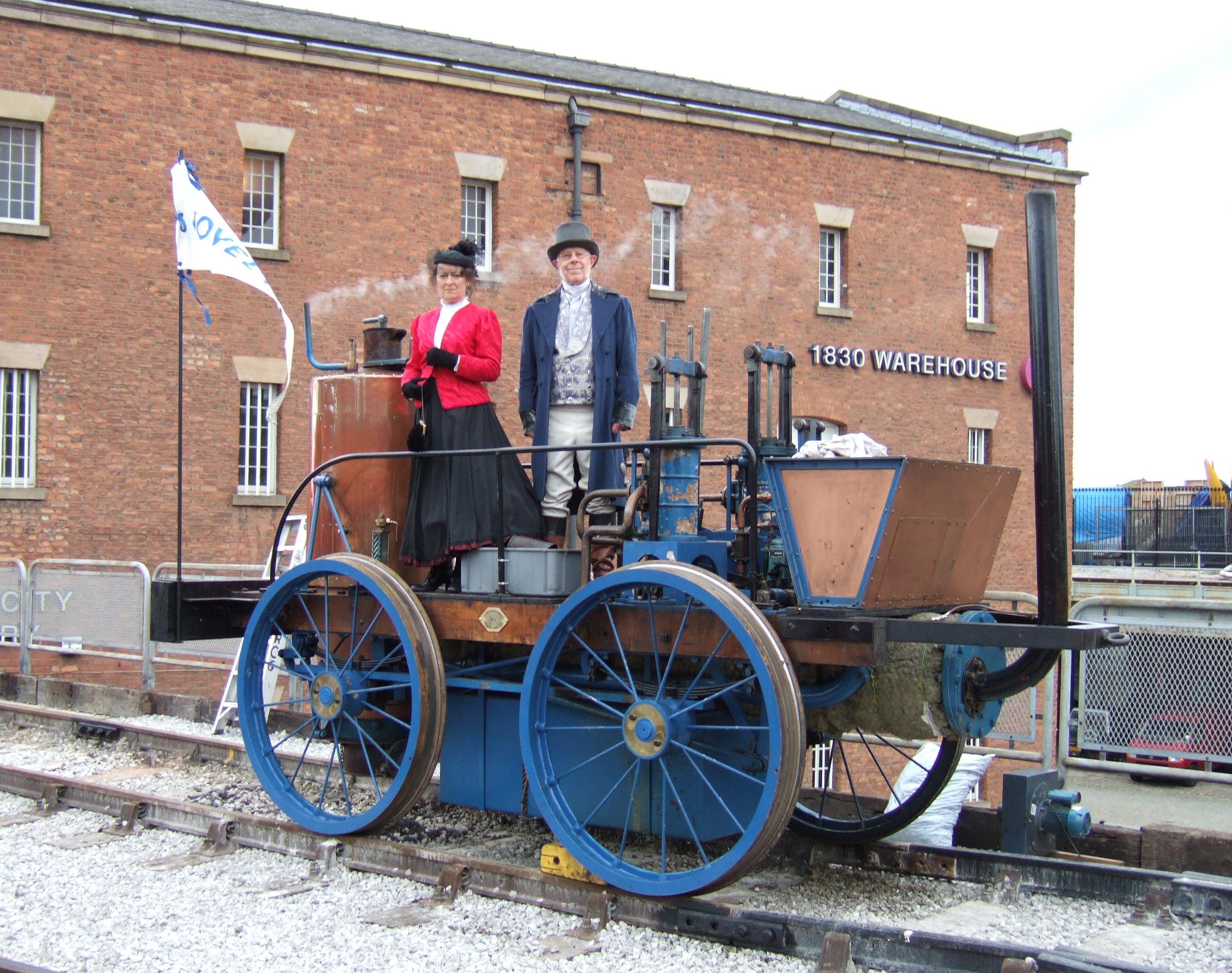
Сучасна модель паровозу «Novelty» («Новація») з де-якими оригінальними деталям.

Перша пожежна підвода з насосом, що приводився в дію за допомогою парової машини.

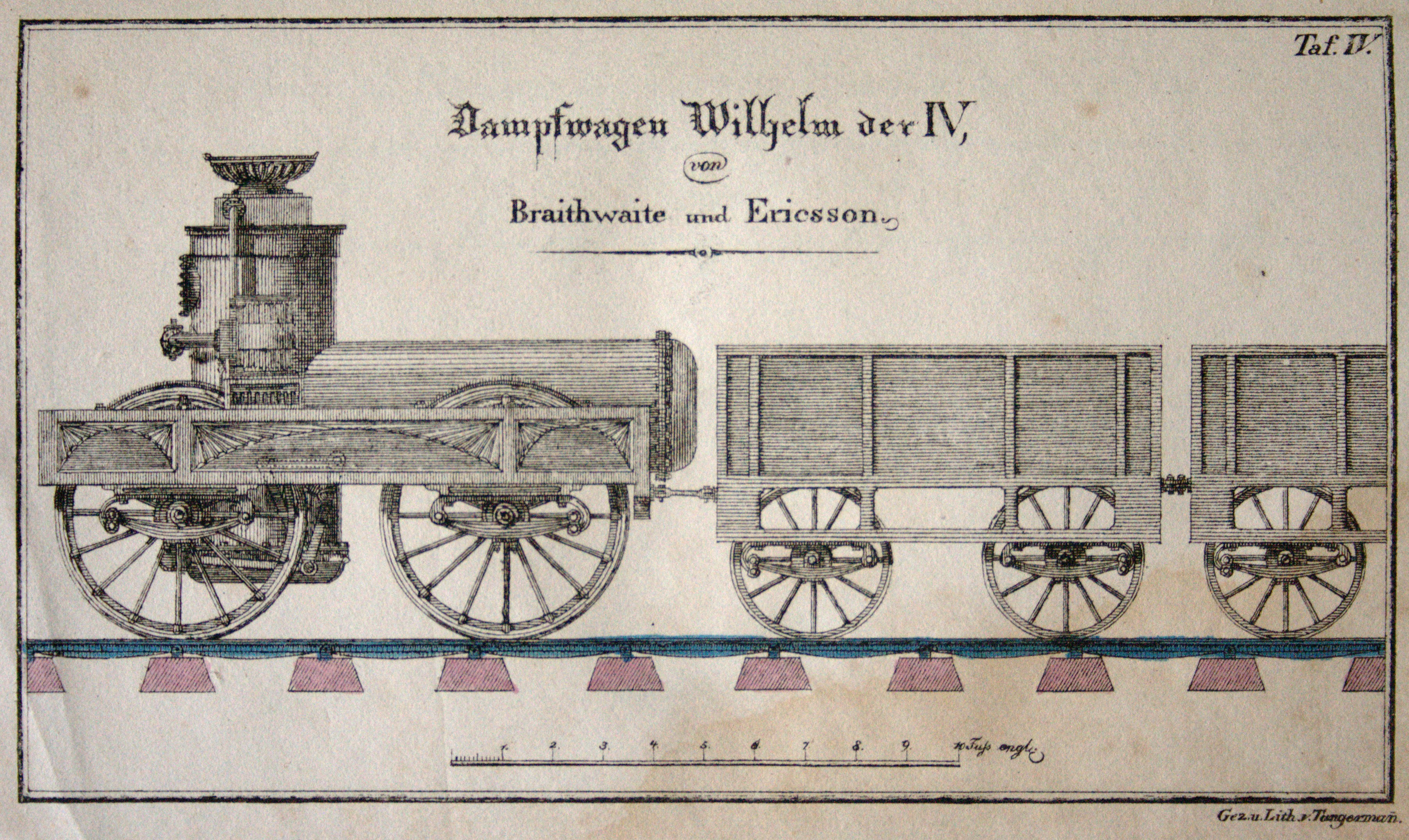
Малюнок паровозу, названого на честь Вільгельма IV.

Джон Брейтвейт (англ. John Braithwaite) (19 березня 1797 року, Лондон — 25 вересня 1870 року, Лондон) — англійський механік, займався проектуванням паровозвозів, сконструйований ним та Джоном Еріксоном паровоз «Novelty» («Новація») першим подолав відстань у 1 милю швидше ніж за 1 хвилину — за 56 секунд. Створив першу пожежну підводу, на якій використовувався насос, що приводився у дію за допомогою парової машини.

## Біографія
Народився 19 березня 1797 року у Лондоні у заможній сім'ї. Після закінчення школи працював на мануфактурі свого батька, на якій виготовлялися парові машини. На мануфактурі досяг значних практичних знань і став вдалим конструктором. 1818 року батько був вбитий під час дорожнього пограбування.
1820 року Джон Брейтвейт встановив насоси для системи вентиляції Будинку Громад. В цей час він займався вдосконаленням парових машин.
Приблизно 1827 року познайомився з Джоржем та Робертом Стефенсонами й Джоном Ерікссоном. Разом з Ерікссоном Брейтвейт побудував паровоз «Novelty» для участі у Рейнхільських змаганнях.
1830 року сконструював першу пожежну підводу з насосом, що працював від парової машини. До цього використовувалися лише ручні насоси. Вся установка важила 2 тони, пересувалася вона конем, паливом для парової машини було вугілля, вода у казані починала кипіти й давати пару через 12 хвилин після розтопки, машина могла подавати 40 тон води на годину на висоту 90 футів. Машину Брейтвейта було використано на кількох відомих лондонських пожежах, де вона показала себе з непоганої сторони. Не зважаючи на це, пожежники дивилися на апарат з підозрою й опиралися використанню цієї машини. Брейтвейт зробив ще чотири досконаліші екземпляри цієї машини, три з яких були відправлені у Берлін, Ліверпуль й Санкт-Петербург, куди старший брат Брейтвейта Вільям переїхав на запрошення царя.
1834 року Джон Брейтвейт полишив активну діяльність у сімейному бізнесі — роботі мануфактури і управління нею перейшло до його молодшого брата Фредеріка. З 1836 по 1843 роки працював механіком залізничної компанії «Eastern Counties Railway» (Залізниця східних графств), що займалася перевезеннями на територіях на схід від Лондона. 1837 року організував видання газети «Railway Times» і був єдиним її власником до 1845 року.
Вподальшому Брейтвейт робив винаходи й розробки, однак мало що з того було використано й здійснено.
Учнем Брейтвейта у 1834 — 1841 роках був англійський винахідник Едвард Каупер.